# Dzięciur antylski
Dzięciur antylski (Melanerpes superciliaris) – gatunek średniej wielkości ptaka z rodziny dzięciołowatych (Picidae). Ptak występuje głównie na terenie Bahamów, Kajmanów, Kuby oraz Turks i Caicos.
Naturalnym środowiskiem dla dzięciurów antylskich są głównie gęste lasy tropikalne oraz mokradła, a także subtropikalne niziny, depresje oraz tereny położone blisko wody. Dzięciur antylski występuje także w lasach namorzynowych oraz subtropikalnych lasach deszczowych.
Długość ciała 27–32 cm; masa ciała 83–126 g (podgatunek superciliaris), 63–81 g (podgatunek caymanensis).
U dzięciurów antylskich występuje poliandria, która jest dość rzadkim zjawiskiem wśród dzięciołowatych.
PodgatunkiWyróżnia się 5 podgatunków M. superciliaris:
- M. s. nyeanus (Ridgway, 1886) – Wielka Bahama i San Salvador
- M. s. blakei (Ridgway, 1886) – Wielkie Abaco (północne Bahamy)
- M. s. superciliaris (Temminck, 1827) – dzięciur antylski[4] – Kuba
- M. s. murceus (Bangs, 1910) – Isla de la Juventud i sąsiednie wyspy
- M. s. caymanensis (Cory, 1886) – dzięciur szarolicy[4] – Wielki Kajman

StatusMiędzynarodowa Unia Ochrony Przyrody (IUCN) uznaje dzięciura antylskiego za gatunek najmniejszej troski (LC – Least Concern). Liczebność światowej populacji nie została oszacowana, ale ptak ten opisywany jest jako pospolity. Trend liczebności populacji uznawany jest za lokalnie spadkowy ze względu na niszczenie siedlisk.